# Braves de Richmond
 (avril 2024).
Les Braves de Richmond (Richmond Braves en anglais) sont une ancienne équipe de ligue mineure de baseball basée à Richmond, dans l'État de Virginie, aux États-Unis. Les Braves jouent au niveau Triple-A en Ligue internationale entre 1966 et 2008. L'équipe a vu le jour par transfert des Crackers d'Atlanta à Richmond. Elle évoluait depuis 1985 au stade The Diamond (12 134 places). 

## Palmarès
- Champion de la Ligue internationale : 1978, 1986, 1989, 1994 et 2007
- Vice-champion de la Ligue internationale : 1966, 1976, 1981, 1983 et 2004